# Bandera de Bermudas
La bandera de Bermudas fue adoptada el 4 de octubre de 1910. Está basada en el Pabellón Rojo británico con la Union Jack en el cantón y el escudo de Bermudas en la mitad exterior de la bandera.
Esta bandera es considerada inusual para las colonias del Imperio británico debido a la utilización de la Enseña Roja en desmedro de la Enseña Azul, utilizada en la mayoría de las banderas coloniales y que aún persiste, por ejemplo, en la bandera de Australia y en la de Nueva Zelanda. Solo Canadá, Sudáfrica y la India (Raj británico) utilizaron la Enseña Roja durante su período colonial. En la actualidad, solo Bermudas entre los territorios británicos de ultramar existentes la utiliza.

## Otras banderas

Estandarte del Gobernador de Bermudas
Bandera de 1875 a 1910
Bandera de 1910 a 1999
Bandera del Gobierno de Bermudas
Insignia del Gobierno (1910-1999)